# Frente de Libertação do Delta do Níger
Frente de Libertação do Delta do Níger (em inglês:  Niger Delta Liberation Front, NDLF) é um grupo rebelde da Nigéria, que opera no Delta do Níger. O antigo líder do grupo, John Togo, afirmava estar lutando pelos interesses dos ijós, um grupo étnico no delta do Níger, e que seu objetivo principal era separar a região da Nigéria e obter a independência. Togo, o membro mais notório do grupo, foi morto em 19 de julho de 2011 por um ataque aéreo pela Força Aérea da Nigéria perto de Uarri, no Estado do Delta. 
O grupo estava intimamente ligado ao Movimento para a Emancipação do Delta do Níger e lutava contra as forças armadas nigerianas. No início de 2013, um conflito dentro da Frente de Libertação do Delta do Níger após dois comandantes diferentes afirmarem ser o líder. Terminou depois que um foi morto em março de 2013.